# Stack Exchange
Stack Exchange es una red de webs de preguntas y respuestas sobre distintos temas, donde las preguntas, respuestas y los usuarios están sujetos a un sistema de reputación y recompensas, parecido al de Reddit. Dicho sistema permite que los sitios se automoderen.
A fecha de septiembre de 2018, los tres sitios más activos de dicha red son: Stack Overflow, Super User y Ask Ubuntu.
Todos los sitios de esta red se basan en su primera página, Stack Overflow, creada por Jeff Atwood y Joel Spolsky, la cual iba enfocada a resolver preguntas sobre programación. Los siguientes tópicos a tratar se elegían en una página especial llamada Area51, donde los usuarios podían sus hacer sugerencias.
Las contribuciones de los usuarios están bajo licencia Creative Commons Attribution-ShareAlike 3.0 Unported.

## Historia
En 2008, Jeff Atwood y Joel Spolsky crearon Stack Overflow, una web de preguntas y respuestas sobre programación que ellos mismos describían como una alternativa al foro de programación Experts-Exchange.
En 2009, crearon nuevos sitios para tratar distintas temáticas usando el mismo modelo que Stack Overflow: Server Fault para preguntas relacionadas con la administración de sistemas y Super User, para las de informática en general.
En septiembre de 2009, la compañía de Spolsky, Fog Creek Software, publicó la versión beta 1.0 de la plataforma Stack Exchange. Esta permitía a terceros crear su propia comunidad de preguntas y respuestas al puerto estilo Stack Overflow mediante un plan de suscripción. El servicio no tuvo el éxito esperado, con pocos clientes y comunidades casi fantasma.
En mayo de 2010, Stack Overflow (esta vez como empresa aparte) levantó 6 millones de dólares en capital de riesgo por parte de Union Square Ventures y otros inversores, y pasó a enfocarse al desarrollo de más sitios de preguntas y respuestas sobre temas específicos, Stack Exchange 2.0. Los usuarios votan en una nueva web llamada Área 51 temas sobre los que quieren hacer preguntas, donde algoritmos se encargan de detectar cuando uno de los temas sugeridos obtiene suficientes votos como para crear el sitio de preguntas y respuestas.
En noviembre de 2010, los temas en fase de pruebas incluían la física, las matemáticas y la escritura. Stack Exchange lanzó públicamente en enero de 2011 33 webs; En ese momento contaba con 27 empleados, 1.5 millones de usuarios y se basaba en la publicidad como método de negocio. Fue comparada con Quora, que fundada en 2009, también se basaba en responder preguntas pero por expertos. Otros competidores incluyen WikiAnswers y Yahoo! Respuestas.
En febrero de 2011, Stack Overflow lanzó un tabloide de ofertas de empleo llamado Careers 2.0, cobrando a los recruiters por acceder y que más tarde fue renombrado a Stack Overflow Careers.
En marzo de 2011, levantaron otros 12 millones de dólares en forma de capital de riesgo adicional y cambiaron el nombre de la compañía por el de Stack Exchange, Inc. Su sede está en Manhattan, Nueva York.
En febrero de 2012, Atwood dejó la compañía.
El 18 de abril de 2013, CipherCloud trató de censurar la discusión sobre una posible vulnerabilidad en su sistema de encriptación mediante el uso del envío de un aviso de infracción de copyright (DMCA o Digital Millennium Copyright Act en inglés).
La discusión fue inicialmente censurada pero más tarde reapareció sin imágenes.
A fecha de septiembre de 2015, "Stack Exchange" ya no se refiere a la compañía, sino a la red de sitios de preguntas y respuestas. Mientras que la empresa vuelve a ser referenciada como Stack Overflow.
En 2016, Stack Exchange añadió una variedad de sitios nuevos para impulsar los límites de las típicas webs de preguntas y respuestas. Por ejemplo, Puzzling es una plataforma en la que, a diferencia de los sitios tradicionales de preguntas y respuestas, quien inicia la discusión ya sabe la respuesta y reta a los demás usuarios a resolver el mismo problema.
En junio de 2021, la empresa Prosus, la cual pertenece al grupo de medios sudafricano Naspers, anunció su intención de comprar Stack Overflow y Stack Exchange por 1,8 mil millones de dólares.

## Características de sitio
El propósito principal de cada sitio de Stack Exchange es el de permitir a los usuarios publicar preguntas y responderlas.
Los usuarios pueden votar tanto las preguntas, como las respuestas, haciendo que sus autores a modo de gamificación, ganen puntos.
Este sistema de votación fue comparado con el de Digg cuando se lanzó su primera versión. Acumular puntos les permite a los usuarios recibir privilegios, entre los que se encuentran la habilidad de votar, comentar preguntas y moderar múltiples aspectos del sitio.
Además de publicar preguntas y respuestas, los usuarios pueden añadir comentarios a las mismas, así como editar el texto escrito por otros.
Cada página de la red de Stack Exchange cuenta con una sección llamada "meta", en la que los usuarios pueden poner fin a sus respectivas disputas, pues los sistemas de automoderación suelen conllevar grandes discusiones en algunos casos.
Algunos de los sitios más destacados de esta red tratan sobre física, videojuegos, y patentes.
Todo el contenido generado por los usuarios (las preguntas y sus respuestas) tienen derechos de autor por parte de su respectivo autor bajo la licencia Creative Commons Attribution Share Alike (CC-BY-SA).

## Tecnologías utilizadas
Stack Exchange usa IIS, SQL Server y ASP.NET framework para todos sus sitios (a excepción de Área 51, que ejecuta un fork de la base de Stack Overflow). Los blogs usaban inicialmente Wordpress, pero fueron descontinuados. El equipo también utiliza Redis, HAProxy y Elasticsearch.
Stack Exchange procura estar al día de todas las tecnologías de Microsoft, usando normalmente la última versión de cualquiera de sus frameworks. El código está escrito principalmente en C# ASP.NET MVC, usando Razor View Engine.
El IDE preferido es Visual Studio y para acceder a los datos se usa Dapper.
A fecha de 2016, la compañía usa firewalls Fortigate 800c , los cuáles reemplazan a sus antiguos Cisco 5525-X ASAs. Los routers fueron actualizados de CISCO ISR 3945  CISCO ASR-1001 y ASR-1001-X.
Dado que como empresa creen que el contenido de código abierto beneficia a la comunidad de programadores, se encargan de mantener múltiples librerías open source de .NET como son Dapper, MiniProfiler, Jil, Sigil, Exceptional, NetGain, Opserver y Bosun.

## Proceso de creación del sitio
Cada sitio nuevo creado en la red de Stack Exchange pasa por un proceso de revisión detallado que consta de seis pasos:
1. Discusión: Se habilita un foro para discutir sobre potenciales nuevas ideas.
2. Propuesta: Se escribe y publica un borrador para que todo miembro de la comunidad pueda debatirlo y votarlo. Esto permite que, con el tiempo, emerja una propuesta colaborativa. Esta debe abordar cuatro puntos clave:
  1. El tema del sitio
  2. La audiencia a la que va dirigida
  3. Cuarenta ejemplos de preguntas, votadas al menos 10 veces por la comunidad
  4. Sesenta seguidores de la comunidad
3. Compromiso: Se pide formalmente a 200 interesados en el nuevo sitio que se comprometan a mantenerlo, mediante una participación activa en el mismo.
4. Beta privada: Si el concepto recibe el 100% de compromiso, entra en la fase de beta privada, donde los miembros comprometidos empiezan activamente a usarlo y publicitarlo.
5. Beta pública: El sitio es abierto al público durante un periodo largo. Esto les permite los creadores asegurarse de que logra una masa crítica antes de publicarlo completamente.
6. Graduación: Se evalúa el sitio mediante múltiples criterios como son el número de preguntas respuestas, la cantidad de preguntas nuevas al día y los usuarios registrados. Si cumple con los requisitos, es considerado "sostenible" y por ende publicado.